# Llista de topònims de Sant Andreu de Sureda
Llista de topònims (noms propis de lloc) de Sant Andreu de Sureda (Rosselló).
Informació actualitzada per un bot. Els canvis manuals es perdran quan s'actualitzi!

## pintura mural
| imatge | Nom                                              | Ubicat a              | instància de        | Detalls | coordenades                       | Protecció                   | Commons (més fotos) | Dades a WD                    |
| ------ | ------------------------------------------------ | --------------------- | ------------------- | ------- | --------------------------------- | --------------------------- | ------------------- | ----------------------------- |
|        | Crist a la creu amb la Mare de Déu               | Sant Andreu de Sureda | pintura mural mural |         | Monestir de Sant Andreu de Sureda | monument històric catalogat |                     | Modifica les dades a Wikidata |
|        | Crist a la creu entre la Mare de Déu i Sant Joan | Sant Andreu de Sureda | pintura mural mural |         | Monestir de Sant Andreu de Sureda | monument històric catalogat |                     | Modifica les dades a Wikidata |

## Misc
| imatge | Nom                                      | Ubicat a                                          | instància de                          | Detalls                                                                             | coordenades | Protecció                   | Commons (més fotos)                                     | Dades a WD                    |
| ------ | ---------------------------------------- | ------------------------------------------------- | ------------------------------------- | ----------------------------------------------------------------------------------- | --- | --------------------------- | ------------------------------------------------------- | ----------------------------- |
|        | Castell de Tatzó d'Amunt                 | Sant Andreu de Sureda                             | edifici                               |                                                                                     | 42° 33′ 56″ N, 2° 59′ 29″ E / 42.565555555556°N,2.9912777777778°E 14.9 msnm |                             |                                                         | Modifica les dades a Wikidata |
|        | Monestir de Sant Andreu de Sureda        | Sant Andreu de Sureda                             | monestir església Ús: església        | Estil: arquitectura romànica Anomenat per: Andreu apòstol Dedicat a: Andreu apòstol | 42° 33′ 09″ N, 2° 58′ 16″ E / 42.5525°N,2.9711°E | monument històric catalogat | Saint-André church in Saint-André (Pyrénées-Orientales) | Modifica les dades a Wikidata |
|        | Ribera de Sant Andreu                    | Sureda Sant Andreu de Sureda Argelers             | curs d'aigua riu                      | Desemboca: mar Mediterrània Llarg: 22.1 15km                                        | 42° 33′ 20″ N, 2° 58′ 17″ E / 42.55555555555556°N,2.971388888888889°E 42° 34′ 35″ N, 3° 02′ 45″ E / 42.576388888888886°N,3.0458333333333334°E 42° 30′ 04″ N, 2° 58′ 18″ E / 42.50111111111111°N,2.9716666666666667°E |                             |                                                         | Modifica les dades a Wikidata |
|        | Sant Miquel de Sant Andreu de Sureda     | Sant Andreu de Sureda                             | eremitori capella                     |                                                                                     | 42° 33′ 14″ N, 2° 58′ 01″ E / 42.553861111111°N,2.9670555555556°E 42° 33′ 14″ N, 2° 58′ 01″ E / 42.553891°N,2.96706°E 35.1 msnm                                                                                      |                             |                                                         | Modifica les dades a Wikidata |
|        | Sant Vicenç de Tatzó d'Amunt             | Sant Andreu de Sureda                             | església                              |                                                                                     | 42° 33′ 55″ N, 2° 59′ 29″ E / 42.565166666667°N,2.9914722222222°E Catalunya del Nord 15.3 msnm |                             |                                                         | Modifica les dades a Wikidata |
|        | Taxo-d'Amont                             | Pirineus Orientals Sant Andreu de Sureda Rosselló | municipi francès                      |                                                                                     | 42° 33′ 54″ N, 2° 59′ 24″ E / 42.565°N,2.99°E 15.3 msnm |                             | Taxo-d'Amont                                            | Modifica les dades a Wikidata |
|        | casa de la vila de Sant Andreu de Sureda | Sant Andreu de Sureda                             | instal·lació Ús: seu del govern local |                                                                                     | 42° 33′ 08″ N, 2° 58′ 19″ E / 42.55234867768°N,2.97194091548874°E fr:10 ALL DE LA LIBERTE, 66690 SAINT-ANDRE |                             | Town hall of Saint-André (Pyrénées-Orientales)          | Modifica les dades a Wikidata |